# Naufragella delmarensis
Naufragella delmarensis är en svampart som beskrevs av Kohlm. & Volkm.-Kohlm. 1998. Naufragella delmarensis ingår i släktet Naufragella och familjen Halosphaeriaceae.   Inga underarter finns listade i Catalogue of Life.